# Zīvān
Zīvān (persiska: زيوان) är en ort i Iran.   Den ligger i provinsen Teheran, i den centrala delen av landet, 40 km söder om huvudstaden Teheran. Zīvān ligger 952 meter över havet och antalet invånare är 693.
Terrängen runt Zīvān är platt åt sydväst, men åt nordost är den kuperad. Runt Zīvān är det tätbefolkat, med 276 invånare per kvadratkilometer. Närmaste större samhälle är Ḩasanābād-e Fashāfūyeh, 2,9 km väster om Zīvān. Omgivningarna runt Zīvān är i huvudsak ett öppet busklandskap.